# 卡利诺夫斯基农村居民点
卡利诺夫斯基农村居民点（俄语：Калиновское сельское поселение）是俄罗斯联邦伏尔加格勒州基克维泽区所属的一个农村居民点。其下辖有2个居民点，行政中心为卡利诺夫斯基。据2016年统计，该农村居民点的人口为756人。